# 拉吉斯拉夫·热尼谢克
拉吉斯拉夫·热尼谢克（捷克語：Ladislav Ženíšek，1904年3月7日—1985年5月14日），捷克男子足球运动员，司职后卫。他曾代表捷克斯洛伐克国家队参加1934年国际足联世界杯，结果队伍获得亚军。